# (383) Janina
(383) Janina – planetoida z pasa głównego asteroid.

## Odkrycie
Została odkryta 29 stycznia 1894 roku w Observatoire de Nice w Nicei przez Auguste Charloisa. Pochodzenie nazwy planetoidy nie jest znane. Przed jej nadaniem planetoida nosiła oznaczenie tymczasowe (383) 1894 AU.

## Orbita
(383) Janina okrąża Słońce w ciągu 5 lat i 215 dni w średniej odległości 3,15 j.a. Planetoida ta należy do planetoid z rodziny Themis.